# 馬六甲海戰
馬六甲海戰（ペナン沖海戦，Battle of the Malacca Strait）是第二次世界大戰中1945年5月16日夜於马来半岛北西岸，马六甲海峡內槟島沖發生的日本海軍與英國海軍間的海戰，亦為第二次世界大戰中最後的一場海戰。

## 背景
1945年2月時點，新加坡的日本海軍艦艇為第十方面艦隊（福留繁中將）。健在的僅有重巡洋艦羽黑、足柄、驅逐艦神風，重巡洋艦高雄、妙高不能行動，其他屬南西方面艦隊的因參加北號作戰而歸還日本本土。第十方面艦隊受日本陸軍往安达曼群岛輸送的要求，把羽黑和神風部份武裝撤去，搭載彈藥、食料、燃料等物資出擊。物資輸送後，予定搭載部份安达曼群岛兵力歸還（に號演習）。
英國海軍主力於1944年末轉戰太平洋。1945年1月起進行蘇門答臘島、爪哇岛空襲，3月開始沖繩攻擊。另一方面，隨著德國的失利，印度洋的東洋艦隊可以集中進行對日戰，5月2日（3日）英國陸軍第14軍占領缅甸首都仰光。同月7日德国投降，英國和美國為中心的聯合國軍只餘下唯一的敵人日本。

## 参加兵力

### 日本海軍
- 第十方面艦隊 第五戰隊 - 司令官：橋本信太郎中將
  - 重巡洋艦：羽黑
  - 驅逐艦：神風

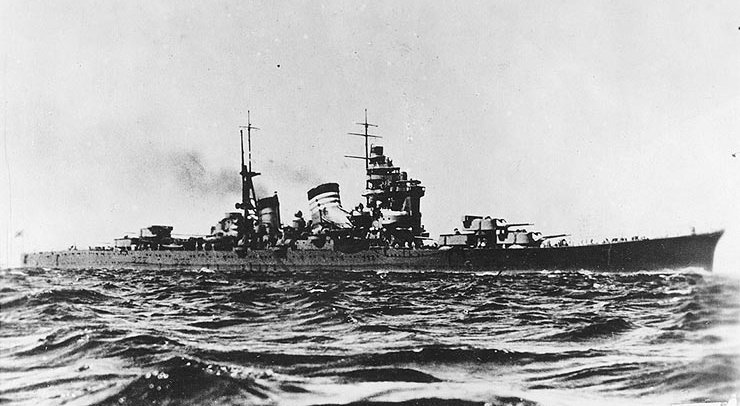
羽黒
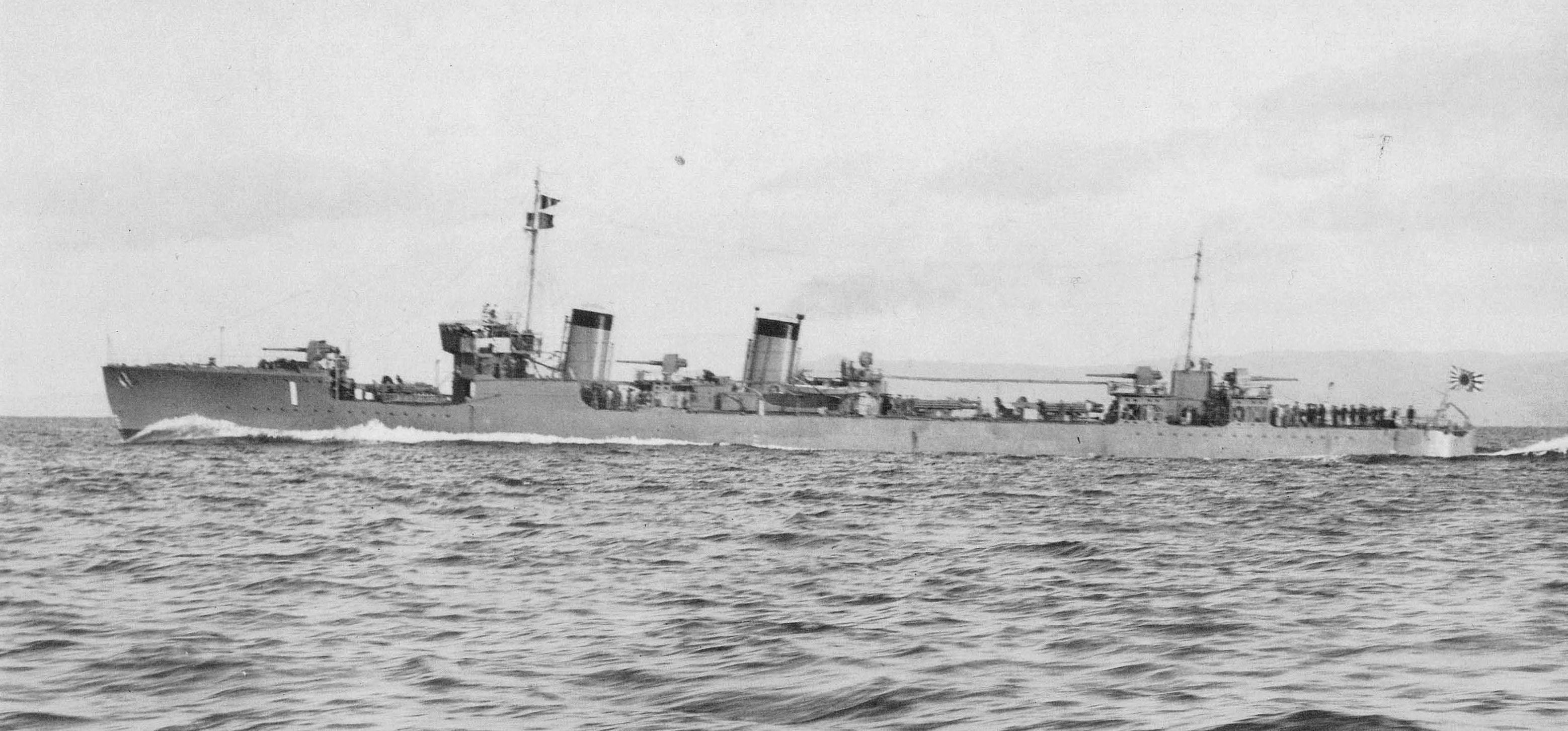
神風

### 英國海軍
- 第61部隊 第26驅逐隊 - 司令官：曼利·勞倫斯·鮑爾（英语：Manley Laurence Power） 上校
  - 驅逐艦：HMS 索玛雷兹（英语：HMS Saumarez (G12)）、HMS 维鲁拉姆（英语：HMS Verulam (R28)）、HMS 维吉兰特（英语：HMS Vigilant (R93)）、HMS 维纳斯（英语：HMS Venus (R50)）、HMS 维拉戈（英语：HMS Virago (R75)）

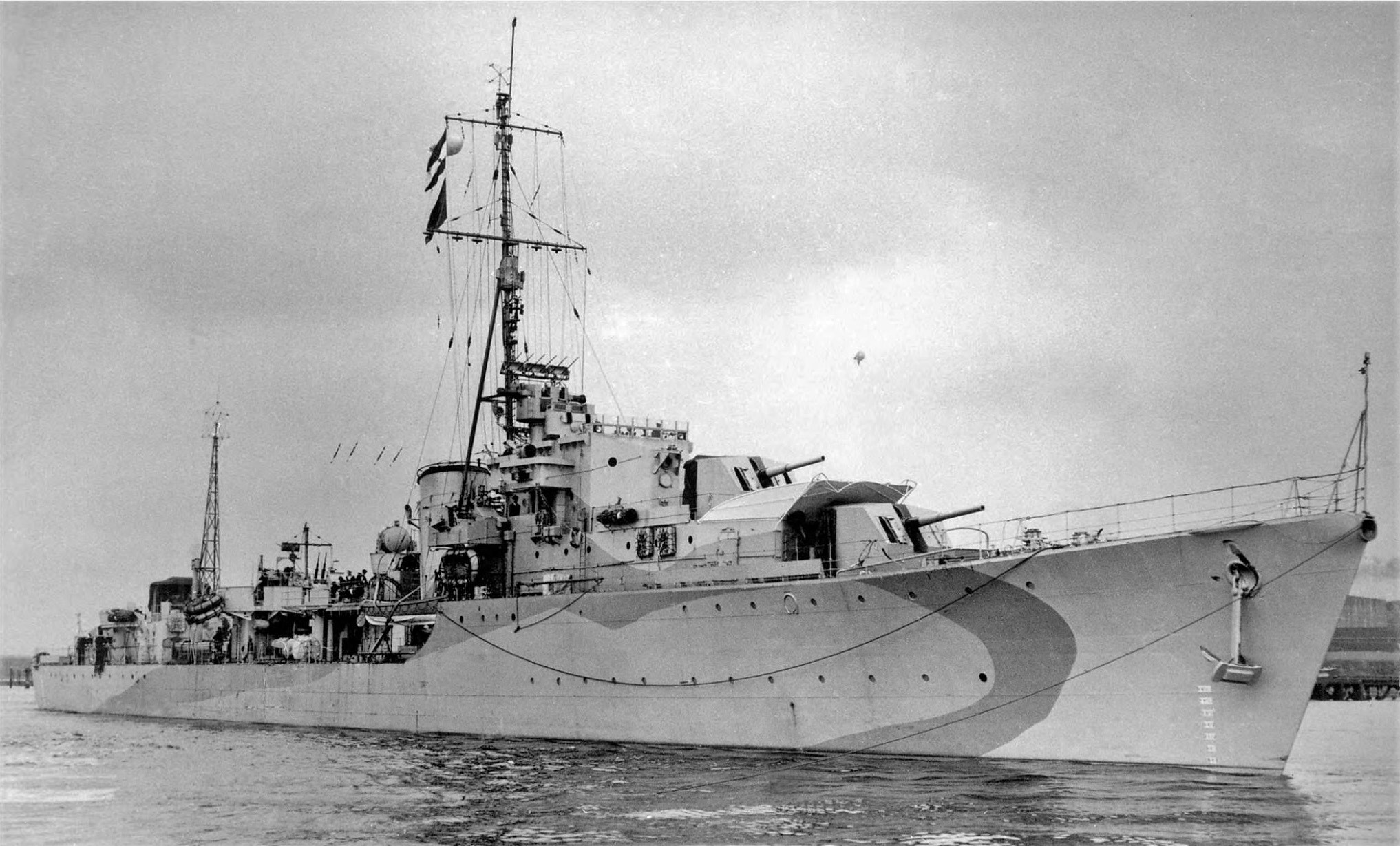
HMS 索玛雷兹
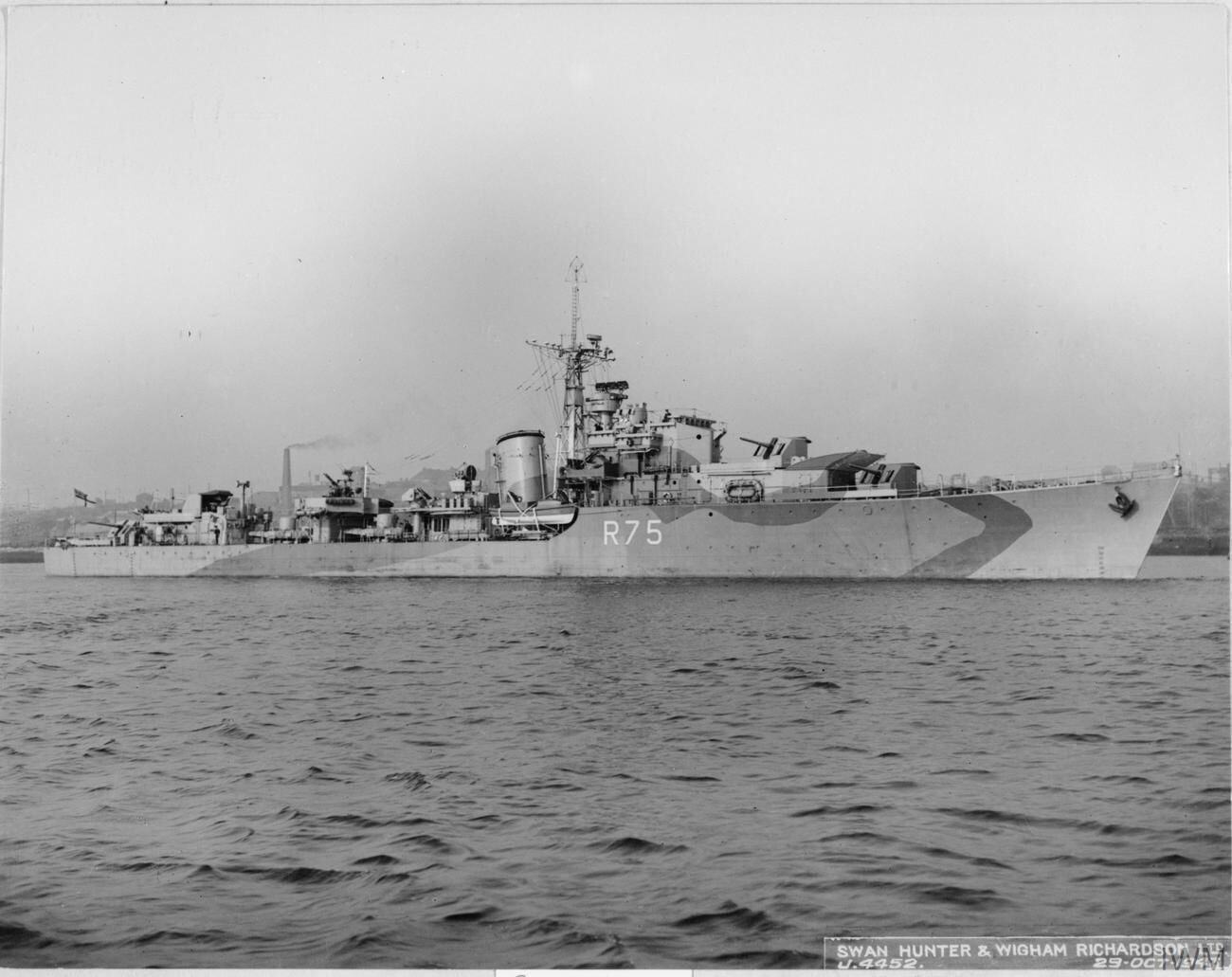
HMS 维拉戈

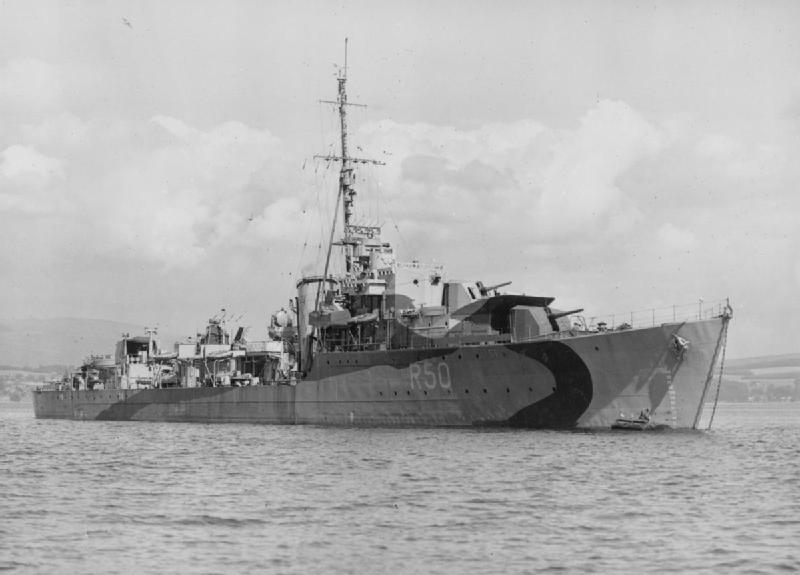
HMS 维纳斯
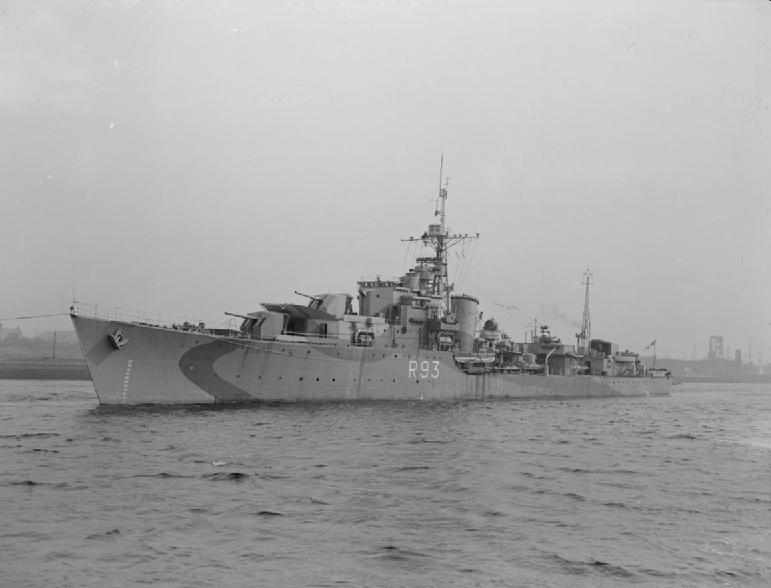
HMS 维吉兰特
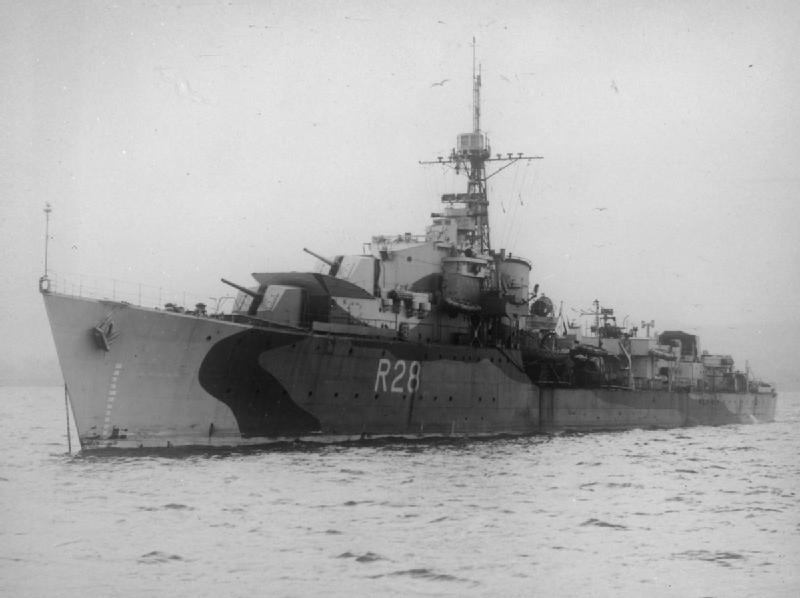
HMS 维鲁拉姆

## 經過
5月12日，羽黑、神風的第五戰隊由新加坡出航，此行動被2隻英潛水艦發現，通報英國海軍東洋艦隊，英國於是實行公爵计划，由支援占領仰光的戰艦伊麗莎白女王號、黎賽留號為基幹的第61部隊奉命出擊。14日英國第61部隊由第21護衛空母群的艦載機獲知位置，Manley Power 大佐分派其指揮的第26驅逐隊攻擊羽黑。翌15日第五戰隊的陸軍哨戒機亦發現了英國艦隊，安达曼群岛的行動中止，開始退避至槟島。
16日、羽黑被第26驅逐隊的雷達捕捉到。根據元良勇（羽黑通信長）所述，當晚月色明亮。2時10分、羽黑的雷達亦發現英驅逐艦而企圖離脱。但羽黑因作戰前的損傷不能全速航行。2號主砲塔亦沒修理好。艦上搭載的大量物資亦妨礙砲塔旋回。放棄離脱的羽黑，進行了砲擊但沒有命中，5隻英國驅逐艦發射魚雷，其中1發命中羽黑前部。另外、羽黑因輸送任務而沒裝備魚雷，神風亦撤去了魚雷發射管。神風於羽黑周邊旋回并展開煙幕，和發射照明彈的英驅逐艦隊交戰。橋本中將命令神風離脱，2時50分神風往雷達捕捉到的陸地方向急速離脱。羽黑受第26驅逐隊集中攻擊著火，前部下沉，左舷傾斜20度，1小時交戰後，被魚雷2本命中而由前部起沈没。神風退避至槟島補給後，返回戰場救助羽黑的生存者，17日撤退至新加坡。

## 其後
- 羽黑被擊沉後、1945年6月8日足柄同樣於輸送作戰時被潛艇以魚雷擊沉，新加坡可用的艦船只剩下神風。神風存活至戰後，並被用作復員船。

## 脚注
1. ↑  #サイパン・レイテ海戦記（日语：ペナン沖海戦#サイパン・レイテ海戦記）8頁
2. 1 2  #サイパン・レイテ海戦記（日语：ペナン沖海戦#サイパン・レイテ海戦記）9頁
3. ↑  #証言神風p（日语：ペナン沖海戦#証言神風）.282
4. ↑  #証言神風p（日语：ペナン沖海戦#証言神風）.284
5. ↑  #証言神風p（日语：ペナン沖海戦#証言神風）.285
6. ↑  #証言神風p（日语：ペナン沖海戦#証言神風）.286